# Pinto Ben
Pinto Ben er en amerikansk stumfilm fra 1915 af William S. Hart.

## Medvirkende
- William S. Hart